# Anisodes gracililinea
Anisodes gracililinea är en fjärilsart som beskrevs av W. Warren 1907. Anisodes gracililinea ingår i släktet Anisodes och familjen mätare. Inga underarter finns listade i Catalogue of Life.